# História do teatro musical no Brasil
História do teatro musical no Brasil, se originou do teatro de revista, que se tornou um gênero popular no Brasil a partir do final do século XIX.

## História
O teatro musical no Brasil se originou, mais precisamente, por volta de 1859, com a fundação do Alcazar Lírico por artistas franceses, no Teatro Ginásio do Rio de Janeiro. O espetáculo chamou-se As Surpresas do Sr. José da Piedade, de Justiniano de Figueiredo Novaes.
Inovando as peças teatrais, transformando-as em operetas e ações curtas, todas de caráter satírico de inspiração francesa, o teatro musicado tornou mais acessível o teatro ao grande público.
Composto de diversas influências, nascia assim o teatro de revista brasileiro, gênero de espetáculo característico do Rio de Janeiro. Nesta primeira fase, a revista não exigia uma linha narrativa, embora o modelo que aqui chegou exigia o compère e a commère. O casal de cantores e bailarinos deviam serguir a regra de ela ser obrigatoriamente elegante e bonita, e ele alegre e malandro, colocando um toque de sátira em cada frase e em cada nova seqüência do espetáculo.
Uma das grandes compositoras do teatro de revista brasileiro foi Chiquinha Gonzaga. O teatro representou para ela a conquista de um público maior e o reconhecimento como compositora e um retorno financeiro seguro. Em 1880, ela escreveu um libreto e tentou musicá-lo, o que acabou como uma peça de costumes, Festa de São João. Somente em 1885 conseguiu estrear como a maestro em parceria com Palhares Ribeiro, compondo a opereta em um ato A Corte na Roça. Aos poucos seu nome foi se firmando no meio teatral carioca, participando de vários espetáculos como compositora e regente: A Filha de Guedes (1885), O Bilontra e a Mulher-Homem (1886); O maxixe na Cidade Nova (1886); O Zé Caipira (1887).
Outro escritor do teatro de revista foi Arthur Azevedo. Sua primeira peça foi O Rio, de 1877, que de forma humorística mostrava os principais acontecimentos políticos e sociais do Brasil.
Carlos Gomes também musicou peças e revistas teatrais.
Em 1887, com a apresentação da revista La gran via, encenada por uma companhia espanhola, o teatro musicado brasileiro sofreu uma transformação com a descoberta de números musicais cantados por coristas em movimento.
Arthur Azevedo, em uma de suas revistas intitulada Fantasia (1896), apresenta a seguinte definição para o gênero:
"Pimenta sim, muita pimenta
E quatro, ou cinco, ou seis lundus,
Chalaças velhas, bolorentas,
Pernas à mostra e seios nus..."
O teatro de revista brasileiro se caracterizou como um veículo de difusão de modos e costumes, um retrato sociológico da época, com peças alegres, falas irônicas e de duplo sentido, e finalmente canções "apimentadas" e hinos picarescos, gênero do qual Arthur Azevedo mais se apropriou para criar os enredos de suas peças de teatro de revista.
Com ele se se deu o apogeu das paródias burletas do teatro. A linguagem é marcada pela valorização do texto em relação à encenação e a dança, com uma crítica de costumes apimentada e cheia de versos e personagens alegóricos. Nas revistas apresentadas ao início de cada ano, apresentava-se o resumo cômico do ano anterior, as cenas curtas eram representadas por um grupo de personagens que falavam sobre os acontecimentos reais enquanto andavam pelas ruas do Rio de Janeiro, os teatros, o jóquei ou mesmo na imprensa, à procura de alguma coisa que revelasse o humor.
Outra influência foi de Luiz Carlos Peixoto de Castro, que estreou em 1917 como cenógrafo na revista Três pancadas. Em 1918, fez outra revista de sucesso, a Flor do Catumbi, com Carlos Bittencourt, e músicas de Júlio Cristóbal e Enrique Sánchez.
Viajou para Paris na década de 1920, onde trabalhou e trouxe novas ideias, quando do retorno ao Brasil, ideias que revolucionaram o teatro de revista no Rio, com o desnudar  do corpo feminino, despindo-o das grossas meias que até então eram a base do espetáculo, mostrando partes do corpo feminino, que passam a ser mais valorizadas em danças, quadros musicais, etc.
Surge o elemento cenográfico se contrapondo ao elemento coreográfico. Jardel Jércolis substituiu a orquestra de cordas pela banda de jazz e a performance física do maestro passa a fazer parte do espetáculo, demonstrando a influência dos ritmos americanos.
Pascoal Segreto fundou, na mesma época, a Companhia Nacional de Revistas e Burletas, com a Companhia Ba-ta-clan no Teatro São José, na Praça Tiradentes. Firmou-se o gênero de revista musical de costumes, entre 1923 e 1925 e, com ele, Luiz Carlos Peixoto de Castro, que além de escrever para o teatro, foi diretor artístico,  cenógrafo e figurinista da Companhia de Teatro São José, e diretor artístico da Companhia Tangará, no Cine-Teatro Glória e, em 1924, estreou a revista Secos e molhados, em parceria com Marques Porto.
Outra companhia foi o Teatro Recreio (1924), de Manoel Pinto, que iniciou um período de grandes espetáculos, abrigando autores e atores próprios. Em seguida, transferiu-se para o Teatro João Caetano, na Praça Tiradentes, como Companhia de Revistas Margarida Max. Nessa segunda fase, a revista é movida por grandes nomes que levam o público ao teatro. É uma fase em que a revista se equilibra entre quadros cômicos e de crítica política, e os números musicais e de fantasia.
Em 1926, Luiz Carlos Peixoto de Castro escreveu com Marques Porto] a revista Prestes a chegar, que alcançou grande sucesso, com músicas de Júlio Cristóbal e Pedro Sá Pereira. Em 1927, a mesma dupla escreveu a revista Paulista de Macaé. No mesmo ano, fundou, juntamente com Hekel Tavares, Álvaro Moreyra e Joraci Camargo, o Teatro de Brinquedo, no subsolo do Cassino Beira-Mar.
Em 1928, Luiz Carlos Peixoto de Castro apresentou, entre outras, a revista Miss Brasil,, na qual foi lançado o samba canção Ai, Ioiô, parceria com Henrique Vogeler, na voz de Aracy Cortes, e que se tornou rapidamente um grande sucesso e um clássico da MPB, regravada entre outras por Odete Amaral, Ângela Maria, Isaura Garcia, Dalva de Oliveira, Elizeth Cardoso, Maria Bethânia e Tetê Espíndola.
Em 1937, Luiz Carlos Peixoto de Castro escreveu com Gilberto de Andrade a revista Quem vem lá, com músicas de Ary Barroso e Assis Valente. E, em 1941, escreveu com Freire Jr. a revista Brasil pandeiro, com músicas de Assis Valente e a participação, entre outros, da atriz Alda Garrido e da dupla Jararaca e Ratinho.
Em 1945, escreveu com Geysa Bóscoli e Paulo Orlando, Canta Brasil, em homenagem à tomada de Monte Castelo pelos pracinhas brasileiros na Itália, levada à cena no Teatro Recreio, com músicas entre outros de Ary Barroso, Sá Pereira e Alcyr Pires Vermelho.
Em 1946, ele foi um dos fundadores da SBAT (Sociedade Brasileira dos Artistas Teatrais), que lutava pela melhora evida dos profissionais do ramo, tendo sido diretor e conselheiro por várias vezes.
Em 1947, lançou O que eu quero é rosetá, com Geysa Boscoli, estreada no Teatro Carlos Gomes e que contou com as presenças de Emilinha Borba e Jorge Veiga.
A terceira fase do teatro de revista se deve à gestão de Walter Pinto, à frente dos negócios do pai, que falece em 1938. Sua companhia substitui o interesse dos primeiros atores pela credibilidade da empresa na produção de grandes espetáculos, em que um elenco formado por numerosos artistas se revezam em cada temporada. A direção investe na ênfase à fantasia, por meio do luxo, de grandes coreografias, cenários e figurinos suntuosos. A maquinaria, a luz e os efeitos equivalem ao intérprete em importância. Mas, aos poucos, a revista começa a apelar fortemente para o escracho, para o nu explícito, em detrimento de um de seus alicerces: a comicidade, e, assim, entra em um período de decadência, praticamente desaparecendo na década de 60.
A pesquisadora Neyde Veneziano assim resume a importância do teatro de revista brasileiro: "Ao se falar em teatro de revista, que nos venham as idéias de vedetes, de bananas, de tropicália, de irreverência e, principalmente, de humor e de música, muita música. Mas que venha também a consciência de um teatro que contribuiu para a nossa descolonização cultural, que fixou nossos tipos, nossos costumes, nosso modo genuíno do 'falar à brasileira'. Pode-se dizer, sem muito exagero, que a revista foi o prisma em que se refletiram as nossas formas de divertimento, a música, a dança, o carnaval, a folia, integrando-os com os gostos e os costumes de toda uma sociedade bem como as várias faces do anedotário nacional combinadas ao (antigo) sonho popular de que Deus é brasileiro e de que o Brasil é o melhor país que há."

## O público
Importante ressaltar que o teatro de revista visava a agradar a diferentes segmentos da sociedade,mas seu foco era a pequena burguesia. Os elementos que a caracterizam são demonstrativos disso. A forma popular de representação abrangia  a ópera-cômica, a opereta, o vandeville (interpretação de canções curtas, ligeiras e satíricas) e a revista.

## Músicas
O teatro foi sempre um porto seguro para os mais importantes compositores do nosso país. Por ele passaram Chiquinha Gonzaga, Carlos Gomes, Ary Barroso, Assis Valente,Tom Jobim, etc.
Os autores sempre usaram a música para dar um carater ludico aos comentários sobre a realidade cotidiana tornando mais eficiente a transmissão das mensagens.
Além disso, destacavam-se como os elementos composicionais de uma revista o texto em verso, a presença da opereta(da comédia musicada), o fandango, o samba, e em tempos modernos a bossa nova.
Destacam-se:
No Tabuleiro da Baiana Tem, Cantoras do Rádio, Taí, Sassaricando, Bandeira Branca, Meu Ébano, Meu Coração Faz Tica Tica Bum.

## Dança, coreografia e cenografia
A questão visual era uma grande preocupação, a coreografia foi em peças deste gênero, pois fazia-se necessário manter o "clima" alegre, descontraído, ao mesmo tempo em que se revelava, em última instância, a hipocrisia da sociedade. Para isso, os cenários criados eram fantasiados e multicoloridos, a fim de apresentar uma realidade superdimensionada. O corpo, neste contexto, era muito valorizado, fosse pelo uso de roupas exóticas, pelo desnudamento opulento ou pelas danças.

## Produções Brasileiras
| Título | Nome Original                        | Cidade         | Ano            | Teatro                   | Data de Abertura         | Data de Fechamento     | Elenco Principal |
| --- | ------------------------------------ | -------------- | -------------- | ------------------------ | ------------------------ | ---------------------- | --- |
| Naked Boys Singing! Brasil | Naked Boys Singing!                  | São Paulo      | 2021           | Sérgio Cardoso           | Segundo semestre de 2021 |                        | \| Aquiles, Gui Gianetto, João Hespanholeto, Luan Carvalho, Lucas Godói, Ruan Raio, Silvano Vieira, Tiago Prates, Victor Barreto \| |
| Os Miseráveis | Les Misérables                       | São Paulo      | 2001/2002      | Teatro Abril             | 25 de abril de 2001      | 31 de março de 2002    | Saulo Vasconcelos (Javert) Marcos Tumura (Jean Valjean) Alessandra Maestrini (Fantine)                                              |
| A Bela e A Fera | Beauty and the Beast                 | São Paulo      | 2002/2003      | Teatro Abril             | 20 de junho de 2002      | 21 de dezembro de 2003 | Kiara Sasso (Bela) Saulo Vasconcelos (Fera)                                                                                         |
| Chicago | Chicago                              | São Paulo      | 2004           | Teatro Abril             | 28 de abril de 2004      | 19 de dezembro de 2004 | Danielle Winits (Velma Kelly) Adriana Garambone (Roxie Hart) Daniel Boaventura (Billy Flynn) Selma Reis (Mama Morton)               |
| O Fantasma da Ópera | The Phantom of the Opera             | São Paulo      | 2005/2006/2007 | Teatro Abril             | 21 de abril de 2005      | 22 de abril de 2007    | Sara Sarres (Christine) Saulo Vasconcelos (Fantasma) Nando Pradho (Raoul)                                                           |
| Miss Saigon | Miss Saigon                          | São Paulo      | 2007/2008      | Teatro Abril             | 12 de julho de 2007      | 14 de dezembro de 2008 | Li Martins (Kim) Marcos Tumura (Engenheiro) Nando Pradho (Chris)                                                                    |
| A Bela e A Fera (revival) | Beauty and the Beast                 | São Paulo      | 2009           | Teatro Abril             | 30 de abril de 2009      | 8 de novembro de 2009  | Li Martins (Bela) Ricardo Vieira (Fera)                                                                                             |
| Cats | Cats                                 | São Paulo      | 2010           | Teatro Abril             | 4 de março de 2010       | 19 de setembro de 2010 | Paula Lima (Grizabella) Saulo Vasconcelos (Old Deuteronomy) Sara Sarres (Jellylorum)                                                |
| Mamma Mia! | Mamma Mia!                           | São Paulo      | 2010/2011      | Teatro Abril             | 11 de novembro de 2010   | 18 de dezembro de 2011 | Kiara Sasso (Donna) Pati Amoroso (Sophie) Saulo Vasconcelos (Sam Carmichael)                                                        |
| A Família Addams | The Addams Family                    | São Paulo      | 2012           | Teatro Abril             | 2 de março de 2012       | 16 de dezembro de 2012 | Marisa Orth (Morticia Addams) Daniel Boaventura (Gomez Addams)                                                                      |
| O Rei Leão | The Lion King                        | São Paulo      | 2013/2014      | Teatro Renault           | 28 de março de 2013      | 14 de dezembro de 2014 | Tiago Barbosa (Simba) César Mello (Mufasa) Osvaldo Mil (Scar)                                                                       |
| Mudança de Hábito | Sister Act                           | São Paulo      | 2015           | Teatro Renault           | 5 de março de 2015       | 13 de dezembro de 2015 | Karin Hils (Deloris Van Cartier) Adriana Quadros (Madre Superiora) César Mello (Curtis Jackson)                                     |
| Priscila, a Rainha do Deserto                                                                                                 | Priscilla, Queen of the Desert       | São Paulo      | 2012           | Teatro Bradesco          | 17 de março de 2012      | 7 de novembro de 2012  | |
| Meu Amigo, Charlie Brown | You're a Good Man Charlie Brown      | São Paulo      | 2016           | Teatro Nair Bello        | 5 de março de 2016       | 27 de março de 2016    | Tiago Abravanel (Snoopy) |
| Ghost | Ghost                                | São Paulo      | 2016           | Teatro Bradesco          | 2 de setembro de 2016    | 11 de dezembro de 2016 | André Loddi, Giulia Nadruz |
| Rent | Rent                                 | São Paulo      | 2016/2017      | Teatro Nair Bello        |                          |                        | Myra Ruiz, Bruno |
| Meu Amigo, Charlie Brown | You're a Good Man Charlie Brown      | Rio de Janeiro |                |                          |                          |                        | |
| Shrek | Shrek, The Musical                   | São Paulo      | 2013           | Teatro Bradesco          | 31 de outubro de 2013    | 22 de dezembro de 2013 | Diego Luri, Giulia Nadruz,Rodrigo Sant’Anna, e Felipe Tavolaro.                                                                     |
| We Will Rock You | We Will Rock You                     | São Paulo      | 2016           | Teatro Santander         |                          |                        | |
| Wicked | Wicked                               | São Paulo      | 2016           | Teatro Renault           |                          |                        | Myra Ruiz, Fabi Bang, Jonatas Faro e André Loddi                                                                                    |
| O Despertar da Primavera | Spring Awakening                     | São Paulo      | 2010           | Teatro Nair Belo         |                          |                        | |
| The Rocky Horror Show | The Rocky Horror Show                | São Paulo      | 2016/2017      | Teatro Porto Seguro      |                          |                        | Marcelo Médici |
| Hair | Hair                                 | São Paulo      | 2012           |                          | 13 de janeiro de 2012    |                        | |
| Godspell | Godspell                             | São Paulo      | 2016           | Teatro das Artes         |                          |                        | |
| Avenida Q | Avenue Q                             | São Paulo      | 2009           |                          |                          |                        | |
| Cinderella | Rodgers and Hammerstein's Cinderella | São Paulo      | 2016           | Teatro Alpha             | 11 de março de 2016      |                        | Bianca Tadini |
| Cinderella | Rodgers and Hammerstein's Cinderella | Rio de Janeiro | 2016           | Teatro Bradesco          |                          |                        | Bianca Tadini |
| Urinal | Urinetown                            | São Paulo      | 2015           | Teatro Porto Seguro      |                          |                        | Bruna Guerin |
| My Fair Lady | My Fair Lady                         | São Paulo      | 2016           | Teatro Santander         |                          |                        | Paulo |
| Grease | Grease                               | São Paulo      | 2003           |                          |                          |                        | |
| O Mágico de Oz | The Wizard of Oz                     | São Paulo      |                | Teatro Alpha             |                          |                        | |
| Xanadu | Xanadu                               | Rio de Janeiro | 2012           | Teatro Oi Casa Grande    |                          |                        | Daniele Winits, Thiago Fragoso |
| Evita | Evita                                | São Paulo      | 2011           |                          |                          |                        | |
| Hairspray | Hairspray                            | São Paulo      | 2010           | Teatro Bradesco          | 18 de fevereiro de 2010  | 13 de junho de 2010    | Jonatas Faro, Simone Gutierrez, Edson Celulari, Arlete Salles e Danielle Winits                                                     |
| Nas Alturas | In the Heighs                        | São Paulo      | 2014           | Teatro Bradesco          | 17 de abril de 2014      | 25 de maio de 2014     | |
| Nine | Nine                                 | São Paulo      | 2015           | Teatro Porto Seguro      |                          |                        | |
| Ou Tudo ou Nada | The Full Monty                       | São Paulo      | 2015           | Teatro Net               |                          |                        | |
| Ou Tudo ou Nada | The Full Monty                       | Rio de Janeiro |                |                          |                          |                        | |
| Antes Tarde do que Nunca | Nice Work if you can get it          | São Paulo      | 2015           | Teatro Cetip             |                          |                        | Miguel Falabella, Simone Gutierrez                                                                                                  |
| Homem de La Mancha | The Man of La Mancha                 | São Paulo      | 2015           |                          |                          |                        | |
| Homem de La Mancha (revival)                                                                                                  | The Man of La Mancha                 | São Paulo      | 2017           | Teatro Alpha             | 9 de março de 2017       | em temporada           | |
| Cantando na Chuva | Singing in the rain                  | São Paulo      | 2017           | Teatro Santander         |                          |                        | |
| Um Violinista no Telhado | Fiddler on the Roof                  |                | 2011           |                          |                          |                        | |
| Gypsy (musical) | Gypsy                                |                | 2010           |                          |                          |                        | |
| Chaplin | Chaplin                              | Rio de Janeiro | 2015           |                          |                          |                        | |
| American Idiot | -                                    | Rio de Janeiro | 2017           |                          |                          |                        | |
| A Noviça Rebelde | The Sound of Music                   | São Paulo      | 2009           | Teatro Alpha             |                          |                        | Kiara Sasso |
| As Bruxas de Eastwick | The Witches of Eastwick              | São Paulo      | 2011           | Teatro Bradesco          | 14 de agosto de 2011     | 10 de dezembro de 2011 | Eduardo Galvão e Maria Clara Gueiros                                                                                                |
| Alô Dolly! | Hello Dolly                          | São Paulo      | 2013           | Teatro Bradesco          | 2 de março de 2013       | 7 de julho de 2013     | Marília Pera e Miguel Falabella |
| West Side Story | West Side Story                      |                | 2008           |                          |                          |                        | |
| Billy Elliot - Intl. Tour | -                                    | São Paulo      |                | Credicard Hall           |                          |                        | |
| Les Miserables (revival) | Les Misérables                       | São Paulo      | 2017           | Teatro Renault           | 10 de março de 2017      | 10 de dezembro de 2017 | Nando Pradho (Javert) Daniel Diges (Jean Valjean) Kacau Gomes (Fantine)                                                             |
| Crazy For You | Crazy for You                        | São Paulo      |                |                          |                          |                        | |
| Jesus Cristo Superstar | Jesus Christ Superstar               |                |                |                          |                          |                        | |
| O Rei e Eu | The King and I                       |                |                |                          |                          |                        | |
| New York, New York | -                                    | São Paulo      | 2011           | Teatro Bradesco          | 14 de abril de 2011      | 3 de julho de 2011     | Alessandra Maestrini e Juan Alba |
| Aida | -                                    | São Paulo      |                | Teatro Alpha             |                          |                        | |
| Fame | -                                    | São Paulo      |                |                          |                          |                        | |
| Kiss me, Kate! | -                                    |                |                |                          |                          |                        | |
| A Gaiola das Loucas | La Cage aux Folles                   | São Paulo      | 2010/2011      | Teatro Bradesco          | 23 de outubro de 2010    | 20 de março de 2011    | Diogo Vilela e Miguel Falabella |
| Jekyll & Hyde - O médico e o Monstro                                                                                          | Jekyll & Hyde                        | São Paulo      | 2010           | Teatro Bradesco          | 8 de julho de 2010       | 3 de outubro de 2010   | Nando Prado, Kiara Sasso e Kacau Gomes                                                                                              |
| Nuvem de Lágrimas | produção original                    | Várias         |                |                          |                          |                        | |
| Elis, A Musical | produção original                    | Várias         |                |                          |                          |                        | |
| Mamonas, o Musical | produção original                    | Várias         |                |                          |                          |                        | |
| Tim Maia, o Musical | produção original                    | Várias         |                |                          |                          |                        | |
| Chacrinha, o Musical | produção original                    | Várias         |                |                          |                          |                        | |
| Cassia Eller, o Musical | produção original                    | Várias         |                |                          |                          |                        | |
| Vamp |                                      |                |                |                          |                          |                        | |
| Divas |                                      |                |                |                          |                          |                        | |
| Minha Querida Lady | My Fair Lady                         | Rio de Janeiro | 1962           | Teatro Procópio Ferreira | 21 de Agosto de 1962     |                        | Bibi Ferreira, Paulo Autran |
| Aquiles, Gui Gianetto, João Hespanholeto, Luan Carvalho, Lucas Godói, Ruan Raio, Silvano Vieira, Tiago Prates, Victor Barreto |                                      |                |                |                          |                          |                        | |